# Michthisoma heterodoxum
Michthisoma heterodoxum är en skalbaggsart som beskrevs av Leconte 1850. Michthisoma heterodoxum ingår i släktet Michthisoma och familjen långhorningar. Inga underarter finns listade i Catalogue of Life.